# Scampia
Scampia (Scampìa) is een buitenwijk van de Italiaanse stad Napels. De in het noorden van de stad gelegen wijk heeft ongeveer 40.000 inwoners, en staat evenals het aangrenzende Secondigliano bekend als thuisbasis van de Napolitaanse maffia (Camorra). Verder grenst de wijk aan de wijken Piscinola en Miano.

## Historie van de wijk

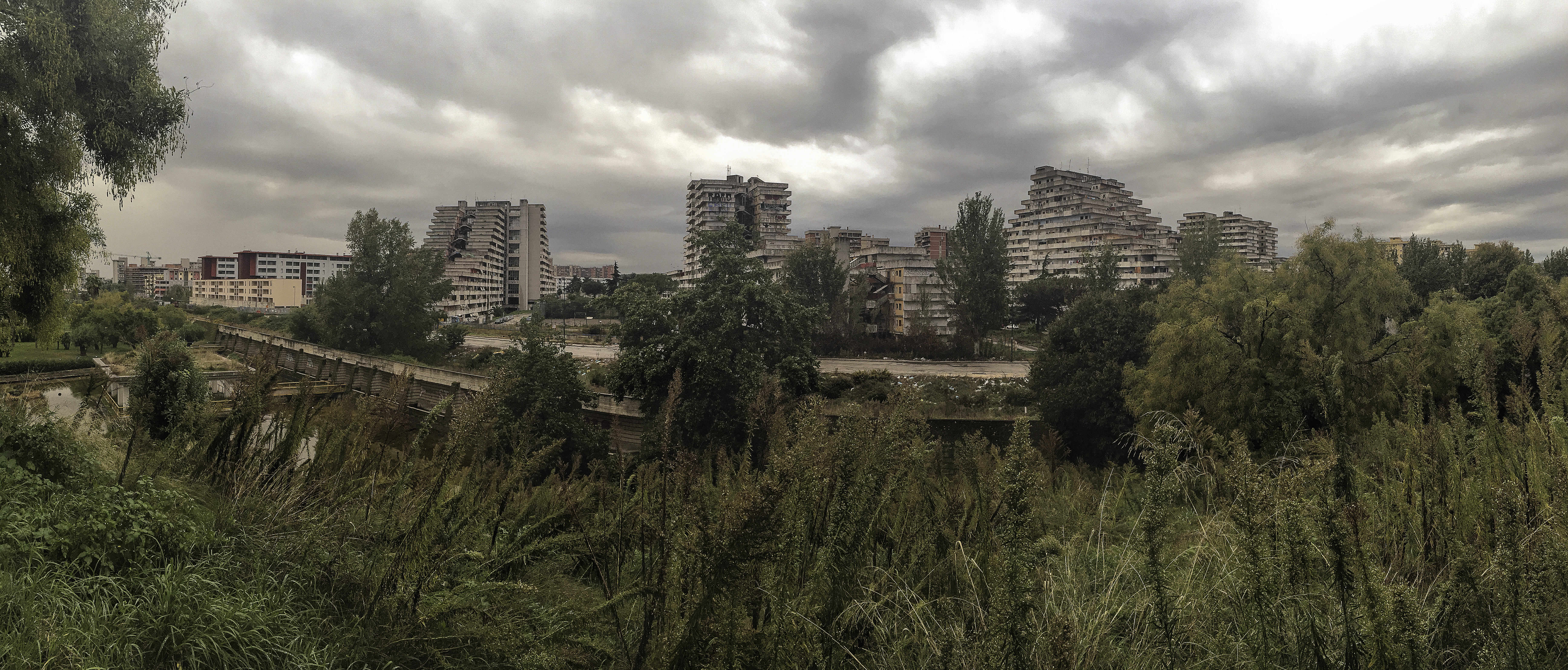
De woonblokken van de 'Zeilen van Scampia'

Scampia werd als wijk opgezet in de jaren '60. Vanaf die tijd werden er tot in de jaren '70 ambitieuze bouwprojecten opgezet, met brede boulevards en parken. In de jaren '80 werd er doorgebouwd om plek te bieden aan mensen die door een aardbeving dakloos waren geworden. De wijk bleef evenwel verstoken van uitgaansgelegenheden of andere commercie en verpauperde. In de wijk brak in 2004 een bloedige drugsoorlog uit om de macht van maffiabaas Paolo di Lauro te breken.

### Zeilen van Scampia
Een in het oog springende locatie in de wijk is het grote complex 'De zeilen van Scampia' (Vele di Scampia), een groot nieuwbouwproject uit de jaren '60 en '70. Het bestaat uit verschillende woonblokken, en moest een toonbeeld van vooruitstrevende manier van stadsvernieuwing worden. In plaats daarvan doet het nu dienst als decor voor maffiageweld, zowel echt als fictief.
De woonblokken zijn een belangrijke locatie voor de film Gomorra en later ook de serie. Bewoners omschreven de buurt als "erger dan in de film". Pas in 2016 werden de eerste nieuwe woonruimtes toegewezen aan bewoners van de 'Zeilen', als deel van een plan dat (gedeeltelijke) sloop en renovatie omvat.